# Genealogiska Samfundet i Finland
Genealogiska Samfundet i Finland (finska Suomen Sukututkimusseura, engelska Genealogical Society of Finland) är ett genealogiskt vetenskapligt samfund för släktforskning i Finland. Verksamhetsområdet är hela landet, men samfundets kansli och bibliotek finns i Helsingfors. Samfundet grundades 1917. Antalet medlemmar är numera cirka 8500.

## Samfundets syfte är enligt dess stadgar att
- 1) främja genealogisk och personhistorisk forskning i Finland samt sprida kännedom om dess resultat,
- 2) undersöka och utveckla användningen av datateknik i släktforskning, undersöka och utveckla standarder som främjar utbyte av släktuppgifter samt sprida kännedom om dem, samt
- 3) fungera som en förbindelselänk mellan landets släktforskarföreningar samt främja och stöda deras verksamhet och också i övrigt eftersträva att främja intresset för släktforskning och samarbetet på släktforskningens område.

## För att uppnå sina mål
- 1) utger samfundet en tidskrift och andra publikationer,
- 2) utger samfundet utan vinstsyfte datorprogram avsedda för släktforskning,
- 3) upprätthåller samfundet ett bibliotek, inom vars ram samfundet samlar, ordnar och ställer till förfogande tryckt och otryckt material av olika slag inom området för genealogi och personhistoria,
- 4) arrangerar samfundet möten och föredrag samt bedriver utbildnings- och kursverksamhet, samt
- 5) skaffar och förmedlar samfundet utan vinstsyfte andra släktforskningstillbehör.

## Publikationer
- Genos , sedan 1930. Genos publicerar resultat av släkt- och personhistorisk forskning samt allmänna artiklar såsom översikter rörande källor och forskningsmetoder. Dessutom publiceras recensioner, små fynd och forskarnas kommentarer.
- Sukutieto
- Genealogiska Samfundets i Finland Årsskrift (GSÅ), sedan 1917
- Skriftserien Genealogiska Samfundets i Finland Skrifter, sedan 1922
- Övriga publikationer

## Kyrkböcker på nätet
- Finländska kyrkböcker på nätet